# 马里亚纳海沟
馬里亞納海溝（英語：Mariana Trench），或稱馬里亞納群島海溝，為地球目前已知最深的海溝。該海溝地處西北太平洋的海床，坐标11°21′N 142°12′E / 11.350°N 142.200°E，位于關島和北馬里亞納群島东部。此海溝為兩板塊輻輳之俯衝帶，太平洋板塊於此俯衝於菲律賓海板塊（或细分出的马里亚纳板块）之下。海溝底部於海平面下之深度大于埃佛勒斯峰海平面上的高度。
海溝最大深度為海平面下11,034公尺（35,798英呎）。若參考其緯度與地球之赤道隆起，此深度位置距地心為6,366.4公里。相較之下，北冰洋深4至4.5公里，其海床距地心6,352.8公里，僅比馬里亞納海溝距地心近13.6公里。
馬里亞納海溝底部，水壓為1086巴，即108.6百萬帕斯卡（MPa）、每平方英寸15,751磅（PSI）或1071.8標準大氣壓。

## 探索歷史
1875年英國皇家海軍航具挑戰者號首度發現海溝。
1951年英國皇家海軍航具挑戰者二號首度測量海溝，其最深處便以挑戰者深淵為名。挑戰者二號以回波定位方式於11°19′N 142°15′E / 11.317°N 142.250°E，量測出5,960噚（相當於10,900公尺）的深度。这种方式是用探針通過漸層深度，反覆發送聲波，再用耳機捕捉回波，根据回波器的速度，结合手持碼錶計時完成。因此正式提報新的最深距離時，根据均认可的謹慎作法，將所測深度減去一個尺度（20噚），從而得出5,940噚（10,863公尺）的數據。
1957年俄羅斯航具「維塔茲號」（Vityaz）回報測得11,034公尺（36,201呎）深度，將該處命名為「馬里亞納深凹」；但此數據從未再測得，故不以為準確。1962年機動載具「史賓塞·傅樂頓·拜爾德號」（Spencer F. Baird）測得最深10,915公尺（35,810呎）。1984年日本人將高能專業探測航具「拓洋號」（Takuyo）送入馬里亞納海溝，以多窄波束回波定位儀蒐集資料，測得最大深度為11,040.4公尺（也記錄為10,920±10公尺）。國外一般則採用深10,924公尺，如美國中央情報局出版的《世界概况》（The World Factbook）。最為精確的紀錄則由日本探測艇海溝號（Kaiko）於1995年3月24日測得深度10,911公尺（35,798呎）。
1960年1月23日午後1點06分，美國海軍中尉唐纳德·沃尔什（Don Walsh）與雅克·皮卡德（Jacques Piccard）駕駛深潛艇的里雅斯特号（Trieste），以鐵球壓艙，以汽油為浮槽，第一次史無前例的潛航抵達海溝底部。艇上系統顯示深度為37,800呎（11,521公尺），但後修正為35,813呎（10,916公尺）。華許與皮卡於海溝底部，驚訝的發現近1呎長（30公分）的鰈魚或比目魚及蝦。依皮卡所述：「海溝底部看起來光亮清澈，是片堅硬的矽藻泥荒地。」
当地时间2012年3月26日7点52分，加拿大导演詹姆斯·卡麥隆驾驶单人深潜艇深海挑战者号（Deepsea Challenger）下潜到了10,898公尺的挑战者海渊底部。卡梅隆是抵达海沟底部的第三个人，也是单独下潜的第一人。卡梅隆此次潜水除了为科学研究搜集样本之外，还拍摄了一些照片和影片。
2019年4月28日，维克托·维斯科沃駕駛限制因子號 DSV Limiting Factor抵達深度10,928公尺（35,853呎）處，比前記錄多了16公尺（52呎）。同年5月1日，再度下濳成為世界記錄中第一位抵達深淵兩次的人。他在挑戰者深淵海床上看到了塑膠袋及糖果包裝紙。
2020年5月8日，Vityaz-D是由俄罗斯紅寶石海洋機械中央設計局（RUBIN）制造的新型自动潜水器，是世界上第一艘自主水下载具，到达了世界海洋馬里亞納海溝最深处10,028公尺（32,900英尺）。该潜航器由红宝石设计局（RUBIN）与俄罗斯先進研究项目基金会联合开发。俄罗斯海军计划用Vityaz-D无人机替换其无人深海潜水器舰队，以进行军事行动。
2020年11月10日8时12分，中国载人潜水器“奋斗者”号，在西太平洋马里亚纳海沟成功下潜突破1万米，并成功坐底，坐底深度10,909米。创造了中国载人深潜的新纪录，也是世界上首次同时将3人带到海洋最深处。

## 命名
該海溝的名字來自马里亚纳群岛，由17世紀的西班牙為紀念瑪麗亞納王后而以其命名。